# Nerf trochléaire

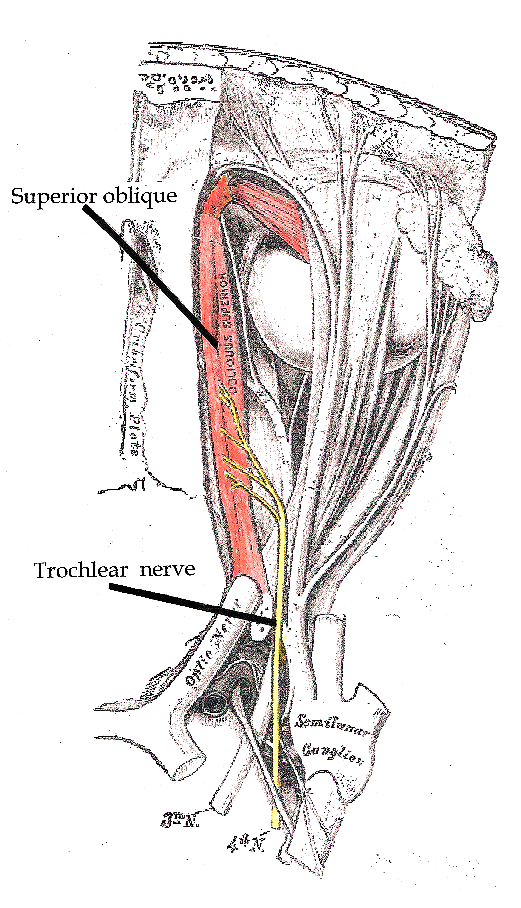
Vue supérieure du nerf trochléaire innervant le muscle oblique supérieur de l'œil, que l'on voit se réfléchir en haut à gauche sur sa poulie ou trochlée

Le nerf trochléaire (IV), anciennement nerf pathétique est le quatrième nerf crânien. C'est un nerf moteur. Le seul muscle qu'il innerve est le muscle oblique supérieur de l'œil dont le fonctionnement repose sur une structure semblable à une poulie que l'on appelle la trochlée (du latin trochlea « poulie », transcription du grec ancien τροχιλία / trokhilía de même sens), d'où le nom actuel du nerf.
Le nerf trochléaire se distingue des autres nerfs crâniens à plus d'un titre :
- c'est le plus petit nerf crânien quant au nombre d'axones qu'il contient ;
- c'est celui dont le trajet intracrânien est le plus long ;
- c'est le seul nerf crânien qui émerge à la face dorsale (postérieure) du tronc cérébral ;
- c'est le seul qui innerve un muscle situé du côté controlatéral à son noyau.

Ce nerf possède des homologues chez tous les Gnathostomes (Vertébrés à mâchoire). Ses caractéristiques distinctives, notamment son émergence postérieure et son innervation d'une structure controlatérale, sont retrouvées dans le cerveau des requins.

## Anatomie

### Noyau trochléaire
Le nerf trochléaire provient d'un noyau qui se situe dans la partie inférieure du mésencéphale, ventralement à l'aqueduc, directement en dessous du noyau oculomoteur. Ce noyau trochléaire a ceci d'unique que c'est le seul dont toutes les fibres sont croisées : les axones qui en sont issus contournent en arrière l'aqueduc et franchissent la ligne médiane avant d'émerger dorsalement. C'est pourquoi toute lésion du noyau trochléaire affecte l'œil controlatéral, tandis que les lésions de tous les autres noyaux des nerfs crâniens se répercutent sur le côté ipsilatéral.

### Trajet et rapports du nerf trochléaire
Depuis son émergence à la face postérieure du mésencéphale, juste en dessous du colliculus inférieur, le nerf trochléaire se dirige vers l'avant en contournant le tronc cérébral et traverse l'espace sous-arachnoïdien en direction de l'œil. Après être passé entre l'artère cérébrale postérieure et l'artère cérébelleuse supérieure il pénètre la dure-mère juste en dessous de la petite circonférence (bord libre) de la tente du cervelet, près du croisement de celle-ci avec la grande circonférence et à quelques millimètres du processus clinoïde postérieur. Il traverse alors le sinus caverneux dont il longe la paroi latérale en compagnie du nerf oculomoteur (III) et des deux premières branches du nerf trijumeau, le nerf ophtalmique (V1) et le nerf maxillaire (V2) ; il a un rapport un peu moins proche avec le nerf abducens (VI) qui passe un peu plus bas et un peu plus médialement dans le sinus caverneux. Finalement, le nerf trochléaire s'engage dans la fissure orbitaire supérieure pour gagner l'orbite où il va innerver le muscle oblique supérieur de l'œil.

## Fonctions
Le nerf trochléaire se compose d'axones moteurs qui innervent un muscle strié squelettique, le muscle oblique supérieur de l'œil. Celui-ci se termine en avant par un tendon qui traverse une anse fibreuse, la trochlée, disposée à la partie antéromédiale de la paroi interne de l'orbite.

### Décomposition de l'action du muscle oblique supérieur de l'œil
Pour comprendre les actions du muscle oblique supérieur, il peut être utile d'imaginer le globe oculaire comme une sphère dont les degrés de liberté sont limités - à l'image de la boule d'une souris d'ordinateur - de telle sorte que seulement certaines rotations soient possibles. Par son action, le muscle oblique supérieur peut produire les deux mouvements élémentaires suivants :
1. la rotation du globe dans un plan sagittal selon un axe transversal, c'est-à-dire l'abaissement et l'élévation du regard
2. la rotation du globe dans un plan frontal selon un axe antéropostérieur, c'est-à-dire les rotations internes et externes (la direction du regard n'étant pas modifiée).

Bien que le corps du muscle oblique supérieur se situe en grande partie en arrière du globe oculaire, son tendon approche l’œil par l'avant grâce à sa réflexion sur la trochlée. Lorsque l'œil est en position de repos c'est-à-dire lorsqu'il regarde droit devant lui, l'insertion du tendon sur la partie supérieure du globe se fait selon un angle d'environ 50° avec la direction du regard. Dans ces conditions, la force de traction exercée par le tendon possède deux composantes : une composante dirigée en avant qui tend à abaisser le regard, et une composante dirigée médialement qui imprime à l'œil un mouvement de rotation interne aussi appelé incycloduction ou incyclotorsion (c'est-à-dire que le sommet du globe a tendance à se rapprocher du nez sous l'effet de cette deuxième composante).
L'action du muscle oblique supérieur se décompose ainsi en deux forces, mais leur prépondérance relative dépend de la direction du regard. Lorsque l'œil est en adduction c'est-à-dire lorsque le regard est dirigé vers le nez, la direction du regard se rapproche de la parallèle à la direction du muscle : par sa contraction le muscle provoque surtout un abaissement du regard qui se double d'une rotation interne modérée, la force d'abaissement est donc prépondérante. À l'inverse lorsque l'œil est en abduction c'est-à-dire lorsque le regard est dirigé à l'opposé du nez, du côté temporal, la direction du regard se rapproche de la perpendiculaire à la direction du muscle : en se contractant, le muscle provoque alors surtout une rotation interne du globe mais la direction du regard n'est que modérément abaissée, c'est donc la force de rotation qui est ici prépondérante. Dans la position de repos, l'action du muscle oblique supérieur produit un mouvement du globe composé à parts (à peu près) égales d'abaissement du regard et de rotation interne.
En somme, les actions du muscle oblique supérieur sont donc :
- l'abaissement du regard, en particulier lorsque l'œil est en adduction
- la rotation interne du globe, en particulier lorsque l'œil est en abduction.

### Données complémentaires
Le paragraphe précédent décrit les fonctions les plus importantes du muscle oblique supérieur, mais de manière excessivement simplifiée. Ainsi pour être plus précis, il faut noter par exemple que le tendon de ce muscle ne s'insère pas précisément au centre de la face supérieure du globe oculaire : son insertion est en fait légèrement décalée en arrière et en dehors de telle sorte que, par sa contraction, le muscle oblique supérieur induit également un léger mouvement d'abduction du globe (c'est-à-dire qu'il dirige le regard légèrement en dehors).
En fait chacun des six muscles oculomoteurs exerce des actions rotatives sur le globe dans les trois plans de l'espace – autrement dit dans les plans d'abaissement/élévation (plan sagittal), d'adduction/abduction (plan transversal) et de rotation interne/externe (plan frontal) du globe – mais ces actions s'exercent à différents degrés en fonction du muscle considéré et de la direction du regard. Pour chaque muscle, la répartition des forces dans les trois plans se modifie à chaque fois que le globe change d'orientation, c'est-à-dire à chaque fois que la direction du regard se modifie. Ainsi le processus qui permet de maintenir le parallélisme des deux yeux par l'ajustement précis et continuel des forces exercées sur douze tendons distinct nécessite un contrôle central particulièrement élaboré.

## Pathologie du nerf trochléaire

### Physiopathologie
La défaillance du nerf trochléaire (IV) ou de son noyau se traduit cliniquement par une paralysie du muscle oblique supérieur de l'œil. Comme toutes les paralysies oculomotrices, cette atteinte peut être la cause d'une vision dédoublée ou diplopie due non seulement à l'incapacité du muscle paralysé à mobiliser l'œil dans les directions voulues mais aussi à la déviation du globe oculaire résultant du tonus passif des autres muscles oculomoteurs, antagonistes et non paralysés, auquel le muscle paralysé n'oppose plus de résistance.
Compte tenu du fonctionnement normal du muscle oblique supérieur (cf. supra), la diplopie de l'atteinte trochléaire se décompose en  :
- diplopie verticale par défaut d'abaissement du regard : le patient perçoit deux champs visuels décalés l'un de l'autre verticalement, avec attraction du globe vers le haut et majoration du trouble au regard vers le bas
- diplopie torsionnelle par défaut de rotation interne du globe : le patient perçoit deux champs visuels distincts par leur orientation angulaire, avec attraction du globe en rotation externe et majoration du trouble lorsque la tête est inclinée du côté atteint.

### Examen clinique de la IVepaire crânienne
A l'interrogatoire, le patient atteint d'une paralysie du IV se plaint typiquement d'un flou visuel en lisant le journal ou à la descente des escaliers, c'est-à-dire au cours d'activités nécessitant un regard convergent vers le bas.
L'inspection met en évidence l'attitude compensatrice typique : l'œil étant dévié en haut et en dehors, le patient peut corriger la diplopie moyennant une flexion antérieure de la nuque (supprime la diplopie verticale) combinée à une inclinaison de la tête du côté sain (supprime la diplopie torsionnelle). C'est de cette posture "pathétique" que provient l'ancien nom du IVe nerf crânien.
L'examen de l'oculomotricité au doigt retrouve une aggravation de la diplopie (ou la révèle dans les cas mineurs) lors du regard vers le bas et vers le côté sain tandis que l'examinateur constate simultanément un défaut d'adduction et d'abaissement de l'œil atteint par comparaison avec le côté sain. La manœuvre de Parks-Bielschowsky peut apporter un argument clinique en cas de doute sur le muscle oculomoteur atteint. Ce sont surtout les examens paracliniques (bilan orthoptique avec test au verre rouge ou mieux, test de Hess Lancaster) qui permettront de caractériser précisément la diplopie.

### Causes

#### Atteintes périphériques
Elles résultent d'une lésion concernant le tronc nerveux du IVème nerf crânien.
Les atteintes périphériques aiguës sont le plus souvent traumatiques. Même des traumatismes relativement mineurs peuvent causer un étirement du nerf trochléaire en provoquant un déplacement transitoire du tronc cérébral par rapport aux processus clinoïdes postérieurs. L'intensité des troubles varie du simple flou visuel à la diplopie franche, verticale et torsionnelle. La récupération ad integrum est la règle sous quelques semaines à quelques mois.
D'autres mécanismes périphériques peuvent léser isolément le nerf trochléaire, bien qu'une atteinte d'autres paires crâniennes soit fréquemment associée dans de telles circonstances :
- l'hypertension intracrânienne (par hydrocéphalie obstructive, hémorragie méningée, œdème cérébral...) dans laquelle la diplopie horizontale par atteinte du nerf abducens (VI) précède souvent l'atteinte du IV
- les infections du système nerveux central (méningite...) ou périphérique (zona...)
- les processus démyélinisants comme la sclérose en plaques
- la neuropathie diabétique
- les pathologies de voisinage : atteintes du sinus caverneux, tumeurs orbitaires (syndrome de Tolosa-Hunt).

Les atteintes périphériques chroniques du nerf trochléaire sont essentiellement congénitales, traduisant une anomalie de développement du nerf ne se révélant parfois qu'à l'âge adulte. Ces paralysies congénitales du IV peuvent justifier d'un traitement chirurgical.

#### Atteintes centrales
Il s'agit des atteintes du noyau trochléaire et de ses fibres intra-mésencéphaliques. Il s'agit dans ce cas d'un signe de focalisation et c'est l'œil controlatéral au noyau atteint qui exprime la symptomatologie.
Les causes sont surtout vasculaires (AVC ischémique ou hémorragique, malformation artérioveineuse etc.), dégénératives (foyers de démyélinisation) ou tumorales.

### Ouvrages en langue française
- H. Fritsch et W. Künhel (trad. de l'allemand), Atlas de poche d'anatomie, t. 2 : Viscères, Paris, Médecine-Sciences Flammarion, 2007, 4e éd., 449 p. (ISBN 978-2-257-14252-8)
- W. Kahle et M. Frotscher (trad. de l'allemand), Atlas de poche d'anatomie, t. 3 : Système nerveux et organes des sens, Paris, Médecine-Sciences Flammarion, 2007, 4e éd., 423 p. (ISBN 978-2-257-14253-5)
- J-M. Le Minor et F. Billmann, Neuroanatomie centrale : Aide-mémoire d'anatomie descriptive humaine, Paris, Ellipses, 2011, 461 p. (ISBN 978-2-7298-6268-8)

### Ouvrages en langue anglaise
- H. Blumenfeld, Neuroanatomy Through Clinical Cases, Sinauer Associates, 2002
- A. Brodal, Neurological anatomy in relation to clinical medicine, Oxford University Press, 1981, 3e éd.
- P. Brodal, The central nervous system, Oxford University Press, 2004, 3e éd.
- AB. Butler et W. Hodos, Comparative vertebrate neuroanatomy, Wiley-Interscience, 2005, 2e éd.
- MB. Carpenter, Core text of neuroanatomy, Williams & Wilkins, 1991, 4e éd.
- ER. Kandel, JH. Schwartz et TM. Jessell, Principles of neural science, McGraw-Hill, 2000, 4e éd.
- JH. Martin, Neuroanatomy text and atlas, McGraw-Hill, 2003, 3e éd.
- J. Patten, Neurological differential diagnosis, Springer, 1996, 2e éd.
- AH. Ropper et RH. Brown, Victor's principles of neurology, McGraw-Hill, 2005, 8e éd.
- S. Standring (ed.), Gray's anatomy, Elsevier Churchill Livingstone, 2005, 39e éd.
- L. Wilson-Pauwels, EJ. Akesson et PA. Stewart, Cranial nerves : anatomy and clinical comments, Decker, 1998